# Динамический горизонт
В теоретической физике динамический горизонт (DH) — это локальное описание (т.е. независимое от глобальной структуры пространства-времени) эволюционирующих горизонтов чёрной дыры. В литературе существуют две различные математические формулировки DH: формулировка 2+2, разработанная Шоном Хейвордом, и формулировка 3+1, разработанная Абэем Аштекаром и другими (см. Ashtekar & Krishnan, 2004) . Он предоставляет описание чёрной дыры, которая развивается (например, та, которая имеет ненулевой приток массы-энергии) . A соответствующий формализм для чёрных дыр с нулевым притоком является изолированным горизонтом.

## Формальное определение
Формальное определение динамического горизонта выглядит следующим образом:
Гладкое трёхмерное пространственно-подобное подмногообразие (возможно, с границей) Σ пространства-времени M называется динамическим горизонтом, если оно может быть «нарезано» на «слои» размерности d семейством замкнутых 2-многообразий таких, что на каждом слое L
- расширение Θ (ℓ) одной нулевой нормали равно нулю (т.е. обращается в нуль); и
- расширение Θ (n) другой нулевой нормали n отрицательно.

Duggal & Şahin, 2010, p. 118

### Используемые источники
- Duggal, Krishan L. Dynamical horizons // Differential geometry of lightlike submanifolds / Krishan L. Duggal, Bayram Şahin. — Springer, 2010. — ISBN 978-3-0346-0250-1.

## Дополнительные источники

### Обзор
- Black Holes. University of Cardiff School of Physics and Astronomy. Дата обращения: 8 марта 2012.

### Основные статьи
- Ashtekar, Abhay; Krishnan, Badri (2004). Isolated and Dynamical Horizons and Their Applications. Living Reviews in Relativity. 7 (1): 10. arXiv:gr-qc/0407042v3. Bibcode:2004LRR.....7...10A. doi:10.12942/lrr-2004-10. PMC 5253930. PMID 28163644. Архивировано 30 марта 2012. Дата обращения: 8 марта 2012.{{cite journal}}:  Википедия:Обслуживание CS1 (не помеченный открытым DOI) (ссылка)
- Schnetter, Erik; Krishnan, Badri; Beyer, Florian (2006). Introduction to dynamical horizons in numerical relativity. Phys. Rev. D. 74 (2): 024028. arXiv:gr-qc/0604015v2. Bibcode:2006PhRvD..74b4028S. doi:10.1103/PhysRevD.74.024028.

### Прочие работы
- Ashtekar, Abhay; Galloway, Gregory J. (2005). Some uniqueness results for dynamical horizons. Adv. Theor. Math. Phys. 9: 1–30. arXiv:gr-qc/0503109. Bibcode:2005gr.qc.....3109A. doi:10.4310/atmp.2005.v9.n1.a1.
- Jaramillo, J. L.; Gourgoulhon, E. (2007). Dynamical horizons in excised black hole evolutions. Journal of Physics: Conference Series. 66 (1): 012048. Bibcode:2007JPhCS..66a2048J. doi:10.1088/1742-6596/66/1/012048.
- Bartnik, Robert; Isenberg, James (2006). Spherically symmetric dynamical horizons (PDF). Classical and Quantum Gravity. 23 (7): 2559–2569. arXiv:gr-qc/0512091. Bibcode:2006CQGra..23.2559B. doi:10.1088/0264-9381/23/7/020.
- Wu, Yu-Huei; Wang, Chih-Hung (2011). Gravitational radiation and angular momentum flux from a slowly rotating dynamical black hole. Phys. Rev. D. 83 (8): 40–44. arXiv:1009.3331. Bibcode:2011PhRvD..83h4044W. doi:10.1103/PhysRevD.83.084044.
- Wu, Shao-Feng; Ge, Xian-Hui; Zhang, Peng-Ming; Yang, Guo-Hong (2010). Dynamical horizon entropy and equilibrium thermodynamics of generalized gravity theories. Phys. Rev. D. 81 (4): 044034. arXiv:0912.4633. Bibcode:2010PhRvD..81d4034W. doi:10.1103/PhysRevD.81.044034.
- Sawayama, Shintaro (2006). Dynamical horizon of evaporating black hole in Vaidya spacetime. Phys. Rev. D. 73 (6): 064024. arXiv:gr-qc/0509048v2. Bibcode:2006PhRvD..73f4024S. doi:10.1103/PhysRevD.73.064024.